# Esa Itkonen

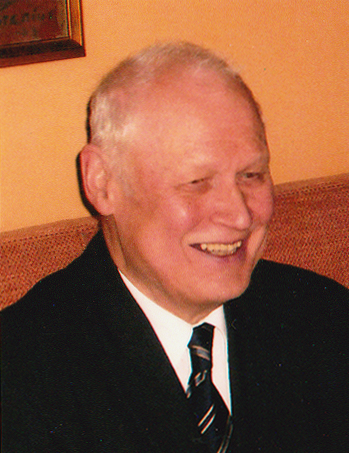
Esa Itkonen (2014)

Esa Matti Itkonen (geboren am 3. Januar 1944) ist ein finnischer Linguist, Philosoph und Sprachtheoretiker. Er ist emeritierter Professor für Allgemeine Linguistik an der Universität Turku. Itkonen ist der Autor von mehreren Werken zu linguistischer Methodik, Philosophie der Linguistik, Geschichte der Linguistik und Sprachtypologie. Er hat eine humanistische Herangehensweise an die Linguistik verteidigt und dabei die Soziobiologie, die generative Grammatik und die kognitive Linguistik kritisiert.

## Leben und Karriere
Esa Itkonen stammt aus einer Gelehrtenfamilie. Sein Vater Erkki Itkonen und dessen Bruder T. I. Itkonen (Toivo Immanuel Itkonen) waren einflussreiche Finnougristen und Forscher des Samischen, sein Cousin Terho Itkonen war Linguist des Finnischen.
Itkonen promovierte 1974 an der Universität Helsinki. Er war von 1982 bis 2012 Professor für Allgemeine Linguistik an der Universität Turku und von 1988 bis 2012 Dozent für Philosophie an der Universität Jyväskylä.
Seit 1993 ist er Mitglied der Finnischen Akademie der Wissenschaften.

## Linguistische Theorie
In seinem 2005 erschienenen Buch Analogy as Structure and Process argumentiert Itkonen, dass Analogie das zentralste Konzept in der Sprachbildung sei. Er schlägt eine Unterscheidung zwischen „Analogie als Struktur“ vor, wobei er sich auf eine statische Beziehung zwischen verschiedenen Systemen bezieht; und „Analogie als Prozess“ oder eine Dynamik, die analoge Strukturen hervorbringt. Laut Itkonen verbergen sich beim Studium der Sprache und anderer kognitiver Fähigkeiten verschiedene Formen des analogischen Argumentierens hinter anderen Terminologien.

## Bücher in englischer Sprache
- (1975) Concerning the Relationship between Linguistics and Logic. University of Helsinki.
- (1976) Linguistics and Empiricalness: Answers to Criticisms. University of Helsinki. ISBN 978-951-45-0890-5
- (1978) Grammatical Theory and Metascience: A Critical Investigation into the Methodological and Philosophical Foundations of „Autonomous“ Linguistics. John Benjamins. ISBN 90-272-0906-5
- (1983) Causality in Linguistic Theory : A Critical Investigation into the Philosophical and Methodological Foundations of 'Non-Autonomous Linguistics'. Indiana University Press. ISBN 0-253-31325-2
- (1991) Universal History of Linguistics: India, China, Arabia, Europe. John Benjamins. ISBN 978-90-272-7767-1
- (2003) Methods of Formalization beside and inside Both Autonomous and Non-autonomous Linguistics. University of Turku. ISBN 951-29-2485-4
- (2003) What Is Language?: A Study in the Philosophy of Linguistics. University of Turku. ISBN 951-29-2617-2
- (2005) Analogy as Structure and Process: Approaches in Linguistic, Cognitive Psychology, and Philosophy of Science. John Benjamins. ISBN 978-90-272-9401-2
- (2005) Ten Non-European Languages: An Aid to the Typologist. University of Turku. ISBN 978-951-29-2769-2